# Péché capital
Pour les articles homonymes, voir Péché (homonymie).

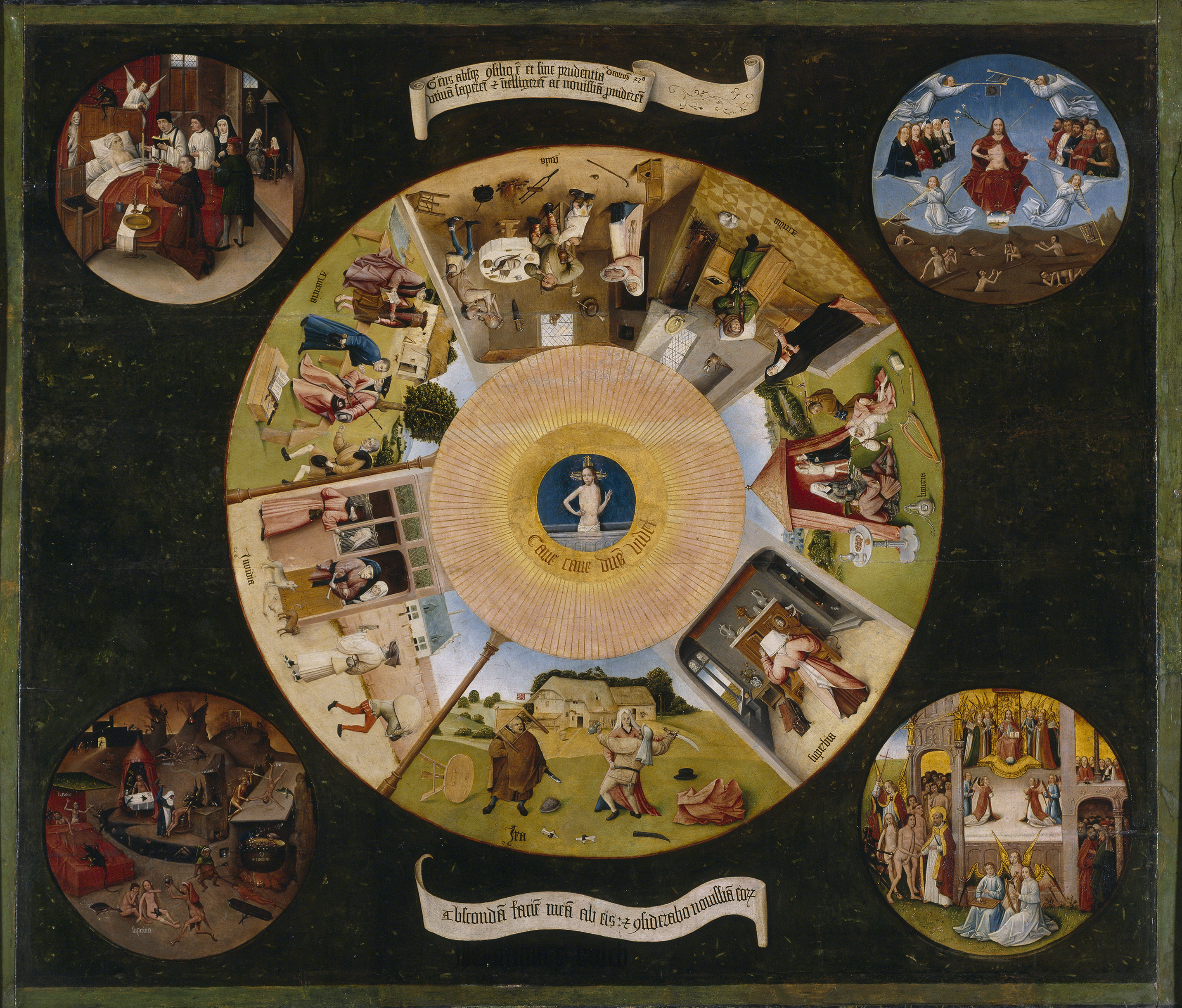
Jérôme Bosch, Les Sept Péchés capitaux et les Quatre Dernières Étapes humaines, vers 1500, musée du Prado, Madrid

Dans la religion chrétienne catholique, les péchés capitaux, ou plus exactement les vices capitaux, sont la source et la cause d'autres péchés, et donc à leur tête (du latin caput, la tête). Cette notion est apparue au IVe siècle et a été systématisée au XIIIe siècle par Thomas d'Aquin. Si la liste évolue selon les auteurs, c'est usuellement une liste de sept : l'orgueil, la gourmandise (ou addiction), la paresse (ou acédie, négligence spirituelle), la luxure, l’avarice, la colère et l’envie.
Il s’agit des péchés dont tous les autres découlent : chaque crime ou défaut humain vient de l’un (ou plusieurs) de ces sept travers.

## Historique

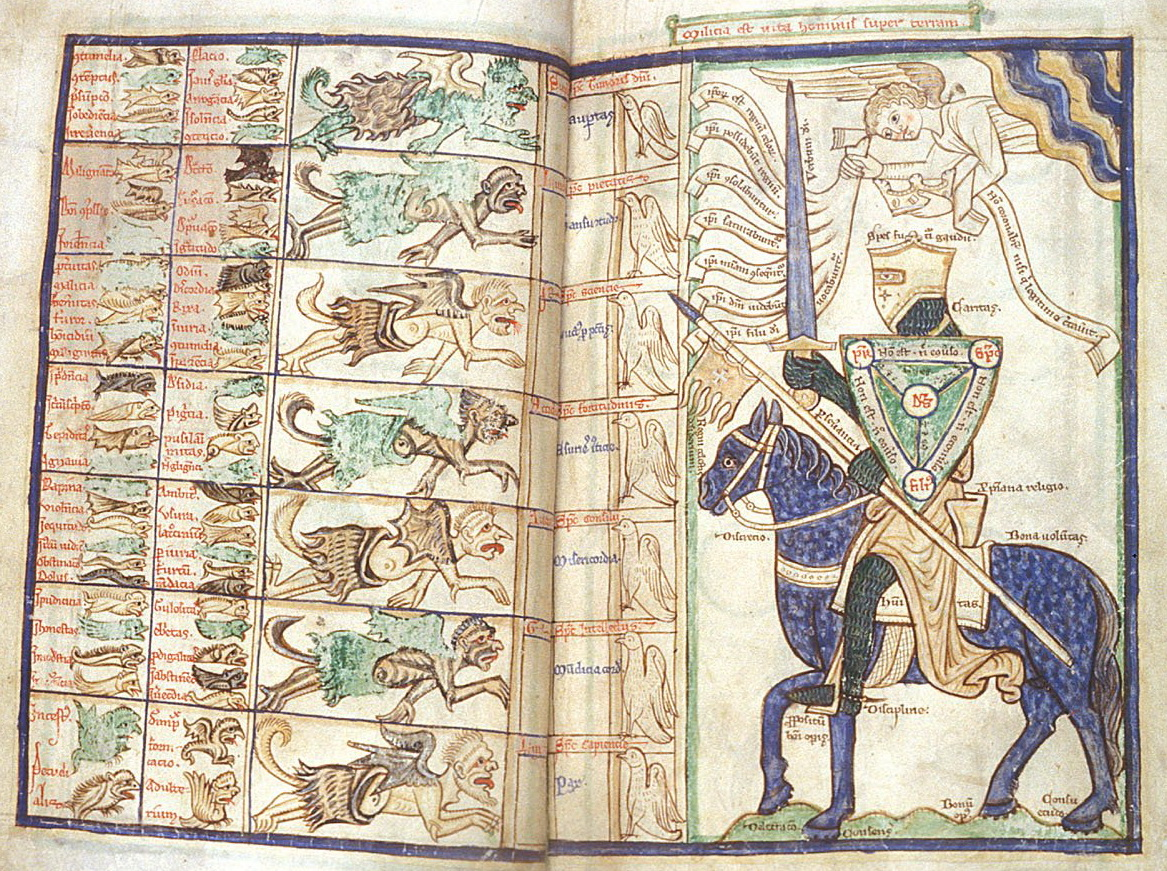
Illustration de la Summa de virtutibus et vitiis de Guillaume Peyraut (XIIIe siècle) où un chevalier symbolique, protégé par le Scutum Fidei, s'apprête à combattre les sept péchés capitaux.

### La tradition orientale
Le premier à discerner un certain nombre de ce qu'il appelait des passions fut Évagre le Pontique, moine et théologien ascétique (345-399), élève de Grégoire de Nazianze, qui s'est inspiré de listes moins formalisées d'Origène[réf. nécessaire]. Évagre divise l'âme en trois parties : partie concupiscible, partie irascible et partie intellective. De ces trois parties découlent toutes les pensées et passions. Évagre identifie huit passions ou pensées mauvaises (λογισμοί / logismoí en grec), sources de toutes les paroles, pensées, actes impropres :

#### Les «concupiscibles», ou désirs de possession
- Γαστριμαργία / Gastrimargía (Cassien : gastrimargia ; gourmandise et excès de bouche) ;
- Πορνεία / Porneía (Cassien : fornicatio ; luxure) ;
- Φιλαργυρία / Philarguría (Cassien : philarguria ; avarice) ;
- Κενοδοξία / Kenodoxía (Cassien : cenodoxia ; vaine gloire, démesure).

#### Les «irascibles», ou frustrations
- Ὀργή / Orgế (Cassien : ira ; colère) ;
- Λύπη / Lúpê (Cassien : tristitia ; tristesse)
- Ἀκηδία / Akêdía (Cassien : acedia ; acédie, dépression profonde, désespoir)
- Ὑπερηφανία / Huperêphanía (Cassien : superbia ; orgueil)

Exemple de développement sur ce sujet (l'acédie et la luxure sont ici remplacées par la rancune et l'égoïsme) :

« Les pensées génériques provenant de la partie concupiscible sont trois : celle de gourmandise, celle d'avarice et celle de vaine gloire, car on désire soit des nourritures, soit de l'argent, soit la gloire ; mais la cupidité, la vaine gloire et les autres pensées de la partie concupiscible sont précédées par l'égoïsme (philautia). Seule la pensée de tristesse ne comporte pas de plaisir. Celle de l'orgueil est sans matières. À celles de rancune (μνησικακία / mnêsikakía) et de colère est liée la tristesse. Toutes aboutissent à celle d'orgueil, mais se ramènent à celle d'égoïsme. Celui donc qui n'est pas égoïste est forcément aussi ennemi du plaisir, car devenu maître de lui, il les a évidemment toutes maîtrisées. »

— Chapitres des disciples d'Évagre, ch. 69 (Géhin, p. 166-168)

### La tradition occidentale
Cette liste a été revue par Jean Cassien au Ve siècle, puis par le pape Grégoire le Grand (590-604), qui, dans les Moralia, supprime la vaine gloire (qu'il identifie à l'orgueil) et la tristesse (qu'il identifie à l'acédie), mais rajoute l'envie, ramenant ainsi les passions capitales à sept.
La liste est définitivement fixée au quatrième concile du Latran en 1215 et consignée par Thomas d'Aquin au XIIIe siècle dans sa Somme théologique. La liste de « sept péchés capitaux » sera répandue par la Contre-Réforme (XVIe siècle).

## Doctrine de l'Église catholique

### Définition

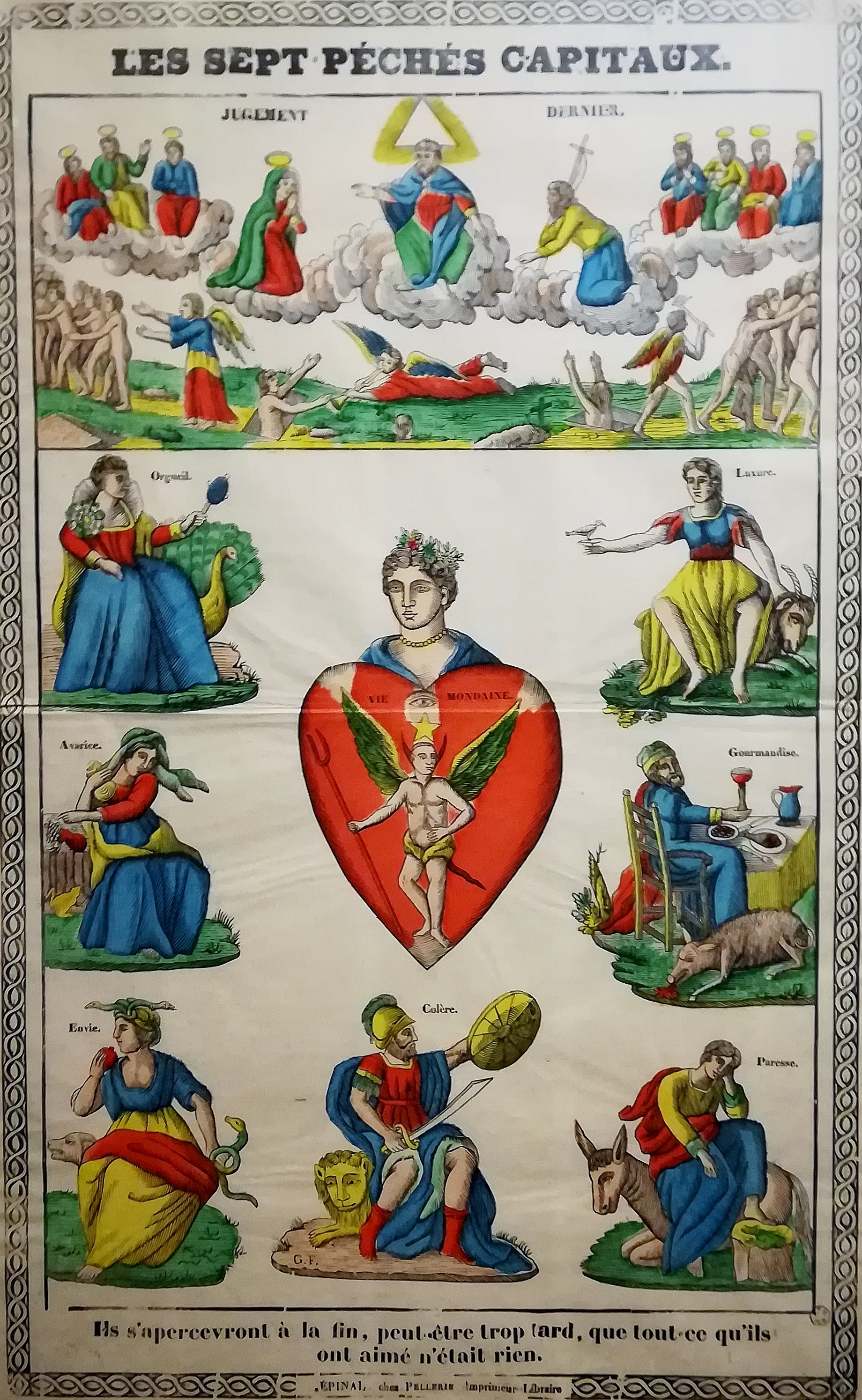
Image d'Épinal représentant les Sept péchés capitaux.

Thomas d'Aquin en a constitué une première liste de sept dans sa Somme théologique (question 84, Prima secundae) au XIIIe siècle. Il précise en tête de sa conclusion à la Somme : « On appelle péchés capitaux, ceux dont les fins ont la vertu première et principale de mouvoir l’appétit, et comme ces vertus sont au nombre de sept, on distingue aussi sept vices capitaux qui sont : l’orgueil, l’avarice, la luxure, l’envie, la gourmandise, la colère et la paresse ».
Il y mentionne que certains d'entre eux ne sont pas en eux-mêmes à proprement parler des péchés, mais plutôt des vices, c'est-à-dire des tendances à commettre certains péchés.
Si les péchés capitaux sont de « tête », cela ne signifie pas qu'ils sont plus graves que d'autres, mais plutôt qu'ils sont à même d'en entraîner bien d'autres. Ils ne sont donc pas à confondre avec les péchés mortels/véniels, cette dernière distinction portant sur l'importance réelle du péché, l'intention, et la capacité à couper ou non de l'amour et de Dieu.
Les auteurs chrétiens proposent notamment par des ouvrages de spiritualité des moyens de les combattre.
Cette nomenclature est distincte de la désobéissance aux prescriptions du Décalogue.

### Liste
La liste actuelle (toujours de sept) est citée par le Catéchisme de l'Église catholique dont la dernière version date de 1997.
- L’orgueil (superbia en latin) : attribution à ses propres mérites de qualités ou de comportements qui sont selon la Bible des dons de Dieu (intelligence, vertus, etc.). L'orgueil vient toujours en tête des diverses listes parce qu'il est tenu pour le péché qui engendre tous les autres.
- L’avarice (avaritia en latin) : au sens dominant de cupidité, soit accumulation des richesses recherchées pour elles-mêmes.
- La luxure (luxuria en latin) : plaisir sexuel recherché pour lui-même.
- L’envie (invidia en latin) : la tristesse ressentie face à la possession par autrui d'un bien, et la volonté de se l'approprier par tout moyen et à tout prix (à ne pas confondre avec la jalousie).
- La gourmandise (gula en latin) : ce n'est pas tant la gourmandise au sens moderne, peu ou pas du tout péjoratif, qui est blâmée que la gloutonnerie, cette dernière impliquant davantage l'idée de démesure et d'aveuglement que le mot gourmandise. On constate du reste que dans d'autres langues ce péché est désigné par un mot signifiant plutôt gloutonnerie que gourmandise (gluttony en anglais, Völlerei en allemand par exemple).
- La colère (ira en latin) : produit des excès en paroles ou en actes : insultes, violences, meurtre.
- La paresse, anciennement l'acédie (acedia en latin). Le catéchisme de l'Église catholique définit l'acédie, terme disparu du langage courant, comme « une forme de dépression due au relâchement de l'ascèse ». Il s'agit en effet de paresse morale. L'acédie, c'est un mal de l'âme qui s'exprime par l'ennui, l'éloignement de la prière, de la pénitence et de la lecture spirituelle.

En 2019, dans le cadre du synode sur l'Amazonie, il est discuté de rajouter le « péché écologique » comme huitième péché capital,. Le pape François n'a pas acté de changement de droit canon en ce sens.

## Doctrine de l'Église protestante
« Le péché qui se trouve dans l’Église est le péché purement humain, car l’Église est contingente. Contrairement aux catholiques, les protestants ne croient pas que l’Église soit une institution d’origine divine. Certes, la Parole qui est dite dans l’Église est d’origine divine, mais l’Église elle-même n’a rien de sacré. Nous sommes tous pécheurs, y compris le pasteur. »

« Dès le XVIIIe siècle, le protestantisme est atteint par les mouvements du Réveil, qui cherchent à transformer une foi intellectuelle en une piété plus existentielle »

## Vices et péchés dans les représentations

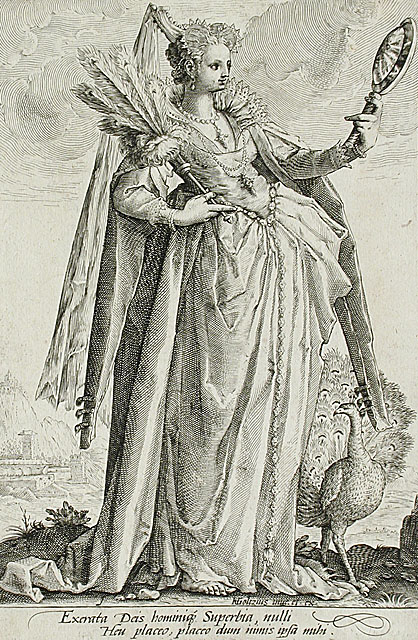
Jacob Matham, L’Orgueil, vers 1587.

### Littérature
Les vices ou les péchés ont été très tôt traités sous forme d'allégorie par les auteurs chrétiens, qui s'inspiraient des allégories antiques (la Discorde telle qu'exprimée chez Homère, la Fortune, la Rumeur) décrites par les poètes grecs ou latins. L’Éthique à Nicomaque d'Aristote met en jeu la philosophie morale, ce texte fondamental circule abondamment dans l'Empire d'Alexandre, puis la République romaine et enfin aux premiers temps de l'Empire romain. Tertullien est un des premiers à opérer cette conversion de la culture antique, suivi par Prudence, dont la Psychomachia sera longtemps une référence en la matière. La littérature allégorique médiévale non seulement reprend ces archétypes des péchés, mais les multiplie à plaisir, dans des œuvres comme le Livre du cœur d'amour épris, 1457) de René d'Anjou, ou le Livre de la Cité des Dames de Christine de Pizan. La Divine Comédie de Dante elle non plus ne se contente pas des sept péchés mais en décline de nombreuses variations dans la première partie, Le Purgatoire. Chaucer charge un curé de les énumérer et de les commenter (« The Parson's Prologue and Tale ») dans Les Contes de Canterbury.
Au milieu du XIXe siècle, Eugène Sue les traite en feuilleton dans Les Sept Péchés capitaux (1847-1852). En 1926, l'écrivain espagnol Wenceslao Fernández Flórez publie Las siete columnas (Les sept colonnes), roman dans lequel le diable, prenant au mot un anachorète, supprime les sept péchés capitaux, provoquant ainsi l'effondrement de la civilisation. Au XXIe siècle, Alcante dans la série de bande dessinée Pandora Box imagine un lien entre les Sept Péchés Capitaux, la mythologie grecque et les technologies contemporaines ou à venir.
Le manga Seven Deadly Sins (七つの大罪, Nanatsu no taizai), commencé en 2012 par Nakaba Suzuki, utilise également les péchés capitaux. Chacun des protagonistes est représenté par un péché associé à un animal : Dragon de la Colère, Serpent de l'Envie, Renard de l'Avarice, Grizzli de la Paresse, Bélier de la Luxure, Sanglier de la Gourmandise et Lion de l'Orgueil. Dans un autre manga, Fullmetal Alchemist, les principaux antagonistes (les Homoncules) portent les noms des sept péchés capitaux traduits de l'anglais : Gluttony, Lust, Envy, Wrath, Pride, Greed, & Sloth.
Le manga Trinity Seven, écrit en 2010 par Kenji Saitõ, traite également des péchés capitaux. Les protagonistes représentent les péchés sous forme de magie mais aussi les sept vertus 
Dans le light-novel Re:Zero, des évêques appartiennent au culte de la Sorcière et sont chargés d'un péché capital.
La revue de cinéma La Septième Obsession s'empare des sept péchés capitaux, par le prisme du septième art, dans son numéro d'été 2019.
Dans les séries animées Hazbin Hotel et Helluva Boss, l'enfer est divisé en 7 strates, chacune d'entre elles correspondent à un péché capital. 

#### Points de vue d'écrivains

##### Paul Valéry
Paul Valéry fait remarquer que ces péchés capitaux se neutralisent entre eux dans une certaine mesure. Ainsi l'envie – qui implique jalousie de la position d'autrui – serait relativement incompatible avec l'orgueil. Un orgueilleux estime rarement la position d'autrui comme aussi enviable que la sienne propre (mais il peut jouir de l'abaissement ou du malheur d’autrui). De même l’avarice s'opposerait dans les faits à la pratique de la luxure, etc. Il en arrive à la conclusion que « la perfection du juste est formée de la bonne composition des sept péchés capitaux, comme la lumière blanche de la composition des sept couleurs traditionnelles »[réf. nécessaire].

##### Georges Bernanos
Georges Bernanos estime que le système économique rendra toujours plus rentable le fait de spéculer sur les vices de l'homme que sur ses besoins. Il voit donc la « société marchande » comme un facteur de corruption s'il n'est pas équilibré d'une manière ou d'une autre par une sorte d'idéal. La publicité utiliserait la propension de l'homme aux péchés capitaux ; ceux-ci seraient donc utilisés afin de « servir les ventes ». Il est possible à titre d'exercice de prendre une série de publicités et de voir quel est le (ou quels sont les) péchés capitaux sollicités par chacune : déculpabiliser la paresse (« oubliez vos soucis »), justifier l'orgueil (« parce que je le vaux bien »), exciter la luxure (en général par l'image), réveiller la cupidité (placements financiers ou immobiliers), susciter l'envie (« tous les autres en ont »).

##### Wenceslao Fernández Flórez
L'écrivain espagnol Wenceslao Fernández Flórez estime qu'au contraire, les sept péchés capitaux sont la base de la civilisation, et que sans eux le monde ne pourrait pas tourner, nous reviendrons tous à une sorte de passivité indolente qui nous mènerait au chaos, thèse qu'il expose avec un sens de l'humour raffiné dans son roman Las siete columnas (Les sept colonnes, 1926).

### Arts plastiques

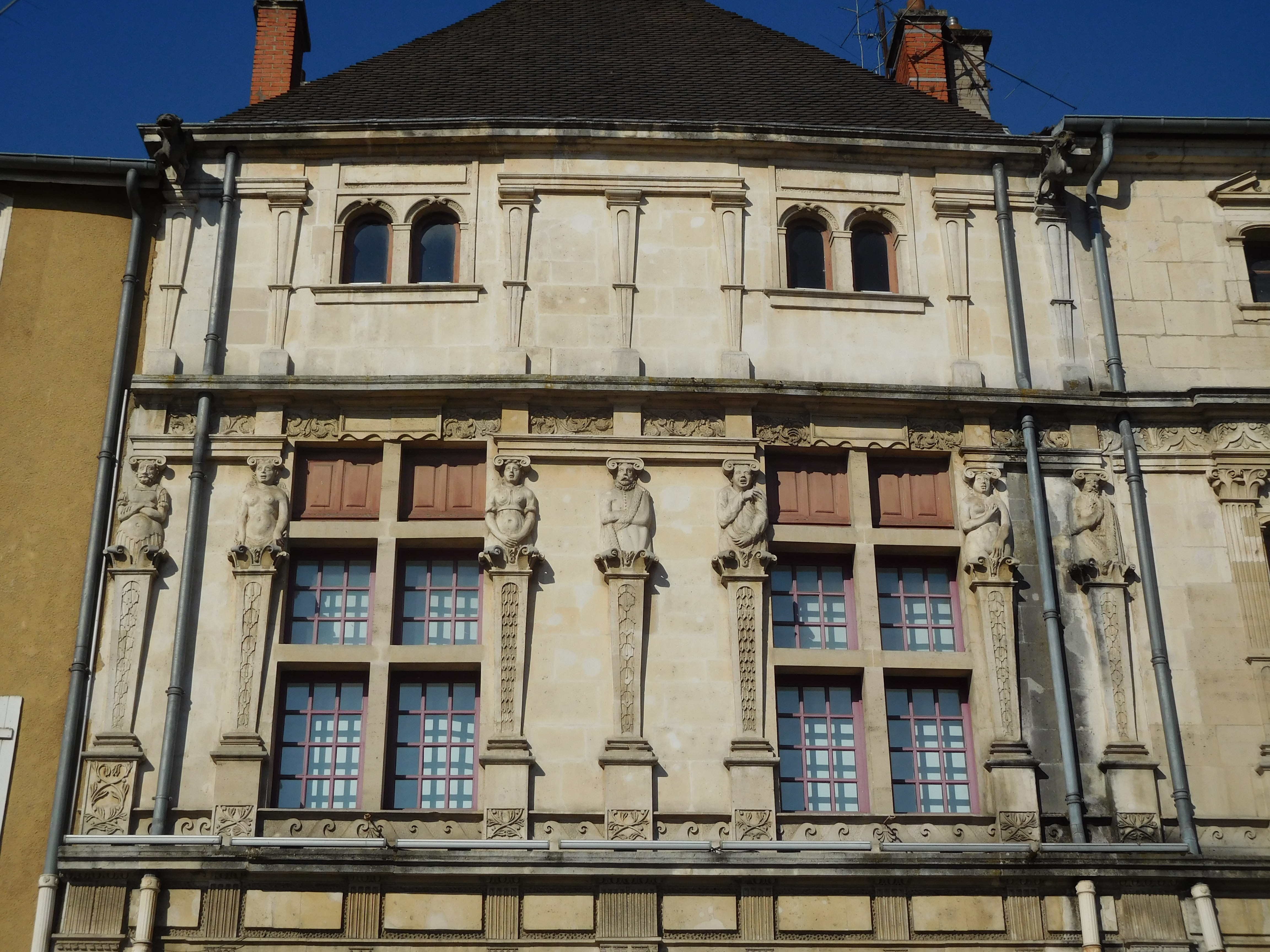
La Maison des Sept-Péchés-capitaux, à Pont-à-Mousson

Les sept péchés capitaux ont été une source d'inspiration inépuisable pour les artistes tout au long du Moyen Âge et à la Renaissance. On les trouve dans la sculpture et les peintures qui ornent les églises. On les trouve par exemple sur les chapiteaux des colonnes du Palais des Doges de Venise, sur les fresques de Giotto di Bondone (1267-1337), pour la chapelle des Scrovegni de Padoue, (ca. 1305-1306).
Au XVe siècle apparaît, d'abord dans les traités moraux, puis dans le décor des églises, une représentation originale des péchés capitaux : elle associe des animaux aux vices personnifiés et met en scène une chevauchée, en dotant chaque cavalier d’une monture appropriée sur un plan symbolique. C'est le cas dans une quarantaine d'églises rurales, beaucoup situées dans les Alpes.
Aux XVIe et XVIIe siècles, les péchés capitaux inspirent encore des artistes tels que Jérôme Bosch, Pieter Brueghel l'Ancien, Jacques Callot, Albrecht Dürer, Andrea Mantegna, Veronese.
Les sept péchés ou vices ne cessent ensuite d'inspirer les artistes modernes : Adriaen Brouwer, Peter Paul Rubens, Francisco Goya, Louis Janmot, Gustave Courbet, offrent, sous la forme de peintures allégoriques, leurs interprétations.
Des artistes plus contemporains ayant traité ce sujet sont également fort nombreux, citons : Otto Dix, Marc Chagall, Paul Cadmus, Salvador Dalí, Gilbert & George, Cindy Sherman, Andy Warhol...

### Arts vivants
Le théâtre médiéval représente les tentations auxquelles sont soumis les héros. Dans The Castle of Perseverance (en) (Le château de persévérance), écrit en anglais entre 1425 et 1440, on trouve notamment le groupe des sept péchés capitaux. Jusqu'au XVIe siècle, le théâtre populaire anglais met en scène les sept péchés qui font une dernière apparition dans la version remaniée du Faust de Christopher Marlowe, La Tragique Histoire du docteur Faust, dont le texte est publié en 1604.
En 1933, Kurt Weill et Bertolt Brecht produisent Die sieben Todsünden, un ballet chanté pour cinq voix (une femme et un quatuor masculin) et orchestre.

### Arts audiovisuels
Dès 1910, le cinématographe exploite ce thème. Peu avant la Seconde Guerre mondiale, sous la forme d'un dessin animé, apparaît un des avatars édulcoré de la série dans Blanche-Neige et les Sept Nains de Walt Disney Pictures.
Après guerre, le thème est traité sous la forme de films à sketch : Les Sept Péchés capitaux en 1952, dont chaque épisode est réalisé par un cinéaste différent, puis en 1962 Les Sept Péchés capitaux, film à sketchs de Philippe de Broca, et de nouveau en 1992 un film à sketchs du même titre de Beatriz Flores. En 1962, dans La Grâce, Michel Serraut , campe un homme affublé de son vivant d'une auréole de saint dont il essaye de se débrassarrer en pratiquant un à un les 7 péchés capitaux. En 1995, le film Seven suit les traces d'un tueur en série qui utilise le paradigme des sept péchés capitaux pour commettre une série de meurtres effroyables. Le film montre un inspecteur de police lettré se plonger dans la lecture de Dante pour remonter jusqu'à l'assassin. Il en est également ainsi dans la série télévisée américaine Slasherqui parle aussi d'une série de meurtres qui se déroulent dans une petite ville où le tueur en série tue en fonction des péchés capitaux.
En 2001, la série Charmed consacre l'épisode 18 de sa troisième saison au Sept Péchés capitaux. Prue hérite de l'orgueil, Piper de la gourmandise, Phoebe de la luxure et Léo de la paresse.
Les sept péchés capitaux peuvent être vus comme représentés par certains personnages de la série Lost : Les Disparus dans la première saison : l'orgueil par Jack, l'envie par Jin, la paresse par Shannon, l'avarice par Sawyer, la gourmandise par Hurley, la luxure par Boone et la colère par les personnages mentionnés (à l'exception de Hurley) et par Charlie et Sayid[réf. souhaitée].
En 2007, la série Les Sept Péchés capitaux, diffusée sur la chaîne Historia, illustre chacun des péchés sur des éléments de l'histoire québécoise.
Le groupe musical Pet Shop Boys illustre les Sept Péchés capitaux dans le clip It's a Sin en 1987.
Une partie des chansons de la série « Evillious Chronicles » composée par Mothy (ja) est centrée sur les sept péchés capitaux. Chaque péché est relié à une personne, jouée par un vocaloid : Margarita Blankenheim (paresse) dans Gift from the Princess Who Brought Sleep, Riliane Lucifen d'Autriche (orgueil) dans Daughter of Evil, Sateriasis Venomania (luxure) dans Duke Venomania's Madness, Kayo Sudou (envie) dans Tailor Shop on Enbizaka, Gallerian Marlon (avarice) dans Judgement of Corruption, Nemesis Sudou (colère) dans The Muzzle of Nemesis et Banica Conchita (gourmandise) dans Evil Food Eater Conchita.[pas clair]
Le manga Seven Deadly Sins met en avant un groupe de sept Chevaliers Sacrés légendaires, chacun étant associé à l'un des sept péchés capitaux : Méliodas, le dragon de la colère; Merlin, le sanglier de la gourmandise; Gowther, le bélier de la luxure; Ban, le renard de l'avarice; King, le grizzly de la paresse; Diane, le serpent de l'envie; et Escanor, le lion de l'orgueil. 
Les sept péchés capitaux sont aussi représentés dans le jeu vidéo Saints Row: Gat out of Hell (en) sous forme d'arme avec chacun son type : l'arme de la colère, de la paresse, de la gourmandise, de l'orgueil, de l'avarice, de l'envie et de la luxure.
Le film Shazam! de 2019 met également en scène les sept péchés capitaux, sous la forme de monstres.
Dans le manga Fullmetal Achemist, les antagonistes ont pour nom les Sept Péchés capitaux.
Le producteur canadien Deadmau5 sort en 2013 sept musiques représentant chacune un des péchés capitaux (Superbia, Avaritia, Luxuria, Invidia, Gula, Ira, Acedia).
Dans Far Cry 5, le joueur représente la colère (d'après John Seed) ou l'orgueil (d'après Joseph Seed).
Un DLC de Hitman 3, nommé Seven Deadly Sins, propose 7 packs de missions inspirés des différents péchés capitaux.
Les séries Hazbin Hotel et Helluva Boss personnifient les 7 pêchés capitaux comme la tête de la hiérarchie de l'Enfer, tenant chacun un rôle dans cette société, comme Asmodeus ou Ozzie, possédant le cercle de la luxure, mais le plus haut de cette hiérarchie reste Lucifer, l'ange déchu et péché de l'orgueil.
Selon le manga The Rising of the Shield Hero, 5 héros légendaires ont, chacun, débloqué un équipement maudit dont le nom se base sur un ou deux des 7 péchés capitaux : par exemple, Naofumi, le Héros au Bouclier, détient une arme basée sur le péché de colère, le Bouclier du Courroux; Ren, le Héros à l'Épée, détient l'équipement reflétant l'avarice et la gourmandise, l'Épée de l'Égoïsme et de la Gloutonnerie; Motoyasu, le Héros à la Lance, détient l'équipement reflétant la luxure et l'envie, la Lance de la Passion et de la Jalousie; Itsuki, le Héros à l'Arc, détient l'équipement reflétant l'orgueil, l'Arc de l'Arrogance; même Shizuna, l'Héroïne à l'Outil de Chasse, détient l'équipement reflétant la paresse, l'Outil de la Fainéantise. 

## One nation, seven sins(États-Unis)
En mars 2009, l'Association des géographes américains a présenté un travail intitulé One nation, seven sins (Une nation, 7 péchés), à ses auditeurs lors de son assemblée annuelle. Il s'agissait d'un rendu, sous forme de cartographie SIG, d'une étude des zones géographiques (par comtés) les plus touchées par les « 7 péchés capitaux » aux États-Unis. Ces « péchés » ont été évalués selon des indices calculés d'après les statistiques nationales officielles disponibles. La cupidité a été évaluée par les statistiques d'inégalités de revenu par habitant d'une région par rapport au nombre d'habitants vivant sous le seuil de pauvreté. Un indice d’envie a été calculé sur la base du nombre de vols (dont cambriolage, larcin et vols de véhicule à moteur) par habitant. La colère a été évaluée via le nombre de meurtres, agressions et viols par habitant (données probablement sous-estimées, par sous déclaration dans certaines populations vulnérables et victimes). Le nombre de restaurants, service de livraison ou restauration rapide disponibles par tête d'habitant a servi à évaluer la gourmandise. La luxure a été évaluée par la prévalence des chlamydioses et gonorrhées, de la syphilis et du VIH/SIDA dans chaque comté (indices particulièrement discutables car notamment influencés par les conditions d'hygiène, la pauvreté, la culture, le risque de viol, la drogue et les pratiques sexuelles… mais la prostitution ou le commerce du sexe restent des sujets souvent pudiquement traités et culturellement difficiles aux États-Unis). La paresse a été évaluée en comparant les dépenses faites par individu (pour les arts, spectacles et loisirs) avec le taux d'emploi. L'orgueil, en tant que racine de tous les péchés, a été calculé et cartographié en agrégeant les indices précédents. La part du sérieux statistique, de l'arbitraire dénoncé, et de l'humour ou de l'« amusement érudit » de cette approche a été laissée à l'appréciation des utilisateurs de ces statistiques. Ce travail a été présenté devant une assemblée d'environ 6 000 géographes venus traiter de questions lourdes. C'est une « cartographie rigoureuse de données ridicules » a commenté Abigail Goldman dans le journal. Les auteurs, qui ont aussi classé les grands casinos des États-Unis au regard de ces critères, disent y avoir pris tant de plaisir, qu'ils envisagent de poursuivre cette approche.

### Sources et bibliographie
- Jean-Charles Nault, La Saveur de Dieu, l'acédie dans le dynamisme de l'agir, Les éditions du Cerf, cogitatio Fidei, chapitre 4 consacré aux auteurs médiévaux ou les sept péchés capitaux
- Évagre le Pontique, Praxis et Gnosis ou la guérison de l'esprit. Présenté par Jean-Yves Leloup, Paris, Albin Michel, Cerf, 1992 (Spiritualités chrétiennes).
- Carla Casagrande et Silvana Vecchio, Histoire des péchés capitaux au Moyen-Âge, Paris, Aubier, 2000.